# Tadao Kobayashi
Tadao Kobayashi (小林 忠生 Kobayashi Tadao?,  nacido el 7 de julio de 1930 en Kanagawa) es un exfutbolista japonés que se desempeñaba como delantero.
En 1956, Kobayashi jugó 3 veces para la selección de fútbol de Japón. Kobayashi fue elegido para integrar la selección nacional de Japón para los Juegos Olímpicos de Verano de 1956.

## Trayectoria

### Clubes
| Club     | País  | Año  |
| -------- | ----- | ---- |
| Keio BRB | Japón | ???? |

### Selección nacional
| Selección | País  | Año  |
| --------- | ----- | ---- |
| Absoluta  | Japón | 1956 |

## Estadística de equipo nacional
| Selección de Japón | Selección de Japón | Selección de Japón |
| Año                | Part.              | Goles              |
| ------------------ | ------------------ | ------------------ |
| 1956               | 3                  | 0                  |
| Total              | 3                  | 0                  |

## Palmarés

### Títulos nacionales
| Título             | Club     | País  | Año  |
| ------------------ | -------- | ----- | ---- |
| Copa del Emperador | Keio BRB | Japón | 1956 |